# Reunión en la Torre Trump
El 9 de junio de 2016 tuvo lugar una reunión en la Torre Trump de Nueva York entre siete ciudadanos estadounidenses y una rusa; a saber: tres representantes de la campaña presidencial de Donald Trump de 2016 —Donald Trump Jr., Jared Kushner y Paul Manafort—, la abogada rusa Natalia Veselnitskaya, y los ciudadanos estadounidenses Rinat Akhmetshin, Rob Goldstone, Ike Kaveladze y Anatoli Samochornov (traductor de Veselnitskaya, quien no hablaba inglés, y antiguo traductor del Departamento de Estado de los Estados Unidos).  La reunión fue organizada por el publicista y viejo conocido de Trump Rob Goldstone en nombre de su cliente, el cantautor ruso Emin Agalarov.  En julio de 2017, la reunión se hizo pública.

## Antecedentes
Miss Universo 2013 se celebró cerca de Moscú, organizado por el magnate inmobiliario Aras Ağalarov. El hijo de Aras, Emin Ağalarov, es una estrella pop representada por el publicista y experiodista de tabloides Rob Goldstone. El 3 de junio de 2016, Goldstone envió un correo electrónico a Donald Trump Jr., escribiendo:

Emin just called and asked me to contact you with something very interesting.
The Crown prosecutor of Russia met with his father Aras this morning and in their meeting offered to provide the Trump campaign with some official documents and information that would incriminate Hillary [Clinton] and her dealings with Russia and would be very useful to your father.
This is obviously very high level and sensitive information but is part of Russia and its government’s support for Mr. Trump – helped along by Aras and Emin.
Emin acaba de llamarme y me pidió que te contactara con algo muy interesante.

El Fiscal de la Corona de Rusia se reunió con su padre Aras esta mañana y en su reunión se ofreció para proporcionar a la campaña Trump con algunos documentos oficiales e información que incriminaría a Hillary [Clinton] y su trato con Rusia y sería muy útil para su padre.

Esto es obviamente información sensible y de muy alto nivel, pero es parte de Rusia y el apoyo de su gobierno para el Sr. Trump – ayudado por Aras y Emin.

Trump Jr. respondió: «Si es lo que dices, me encanta, especialmente más adelante en el verano».
Aras Ağalarov también se menciona en el expediente Steele, que afirma que las fuentes del documento creen que Agalarov «sabría la mayoría de los detalles de lo que el candidato presidencial republicano había llegado hasta allí». Aunque la información en el expediente Steele no ha sido verificada, el contenido incluye algunos paralelos con la sustancia de los correos electrónicos de Donald Trump Jr. con Goldstone.
En un correo electrónico con fecha de 7 de junio de 2016, Trump Jr. ofrece una reunión en persona; tres minutos más tarde, Goldstone confirmó una cita. Más tarde esa noche, el candidato Trump anunció un próximo «discurso importante», provisionalmente programado para seis días más tarde, que sería «sobre todas las cosas que han tenido lugar con los Clintons».

## Reunión
El 9 de junio de 2016, Trump Jr., Paul Manafort, quien era entonces presidente de la campaña presidencial, y Jared Kushner se reunieron con Natalia Veselnítskaya y su traductor en Trump Tower. Veselnítskaya es una abogada rusa, exfiscal del Estado, y se ha alegado que está conectada con servicios de inteligencia rusos. Según información de los fiscales estadounidenses que investigan un caso de lavado de dinero ruso, en 2009 Veselnítskaya amenazó al líder de un grupo de derechos humanos ruso con una investigación por el FSB, haciendo implicar que tenía conexiones con la inteligencia rusa.
Ese mismo día, Rob Goldstone utilizó Facebook para hacer un «check-in» digital en Trump Tower.

## Revelación pública
El 8 de julio de 2017, The New York Times informó sobre la existencia de la reunión y la asistencia de Kushner, Manafort, Trump Jr. y Veselnítskaya. En ese artículo, Trump Jr. fue citado afirmando que la reunión era «sobre todo acerca de la adopción». El Times más tarde reportó que la declaración de Trump Jr. al Times fue «redactada a bordo de Air Force One por asesores» y finalmente firmada por el presidente Trump.
El 9 de julio, el Times informó además que la reunión siguió una promesa de información perjudicial sobre Clinton. En ese artículo, Trump Jr. reconoció que fue a la reunión esperando recibir información de Veselnítskaya que podría lastimar a Clinton, pero dijo que no había ninguna respuesta y, en su lugar, la conversación se centró en la Ley Magnitski y la adopción de niños rusos. Una declaración anterior de Trump sobre la reunión no había mencionado la oferta de información sobre Clinton.
El 11 de julio, The New York Times informó que Trump Jr. «fue informado en un correo electrónico que el material era parte de un esfuerzo del gobierno ruso para ayudar a la candidatura de su padre».

## Reacciones
La administración Trump respondió a las noticias de la reunión citando un informe de enero de 2017 de Politico que «funcionarios del gobierno de Ucrania ... ayudaron a aliados de Clinton a investigar información perjudicial sobre Trump y sus asesores».
Robert Mueller, que es el fiscal especial del Departamento de Justicia encargado de las investigaciones relacionadas con Rusia, está investigando los correos electrónicos.
Las revelaciones públicas sobre la reunión fueron consideradas como la primera prueba dura de connivencia entre la campaña Trump y Rusia. Se demostró que Trump Jr. había sabido de la participación rusa en las elecciones de 2016. National Review, una revista conservadora, declaró que era una prueba de intento de colusión. El comentarista conservador Ben Shapiro fue más escéptico, escribiendo que era «un material insensiblemente dañino» pero que pudo no haber roto la ley.
El vicepresidente del Comité del Senado sobre Inteligencia, el senador Mark Warner (D), declaró en relación con los informes que «Esta es la primera vez que el público ha visto evidencia clara de que los miembros de alto nivel de la campaña Trump se encuentran con rusos para tratar de obtener información que podría perjudicar la campaña de Hillary Clinton». Warner también declaró que el incidente era parte de un «patrón continuo» en el cual los funcionarios de Trump y los miembros de la campaña de Trump «olvidaron convenientemente reuniones con los rusos solamente cuando entonces se presentan con evidencia, tienen que retractarse y reconocer ese tipo de reuniones». Otra miembro del comité, Susan Collins (R), declaró que Donald Trump Jr., así como otros que asistieron a la reunión, deben testificar ante el comité.
Norman L. Eisen, y Richard Painter, ambos de la Escuela de Derecho de la Universidad de Minnesota, publicaron un artículo sobre los aspectos jurídicos de la situación. Eisen fue Abogado Especial de Ética y Reforma de la administración de Barack Obama de 2009 a 2010, y Painter fue el principal abogado de ética de la Casa Blanca de 2005 a 2007.
Los representantes Brad Sherman (D-CA) y Al Green (D-TX) patrocinaron una resolución para un proceso de destitución; Sherman argumentó que los correos electrónicos de Trump Jr. «agregan credibilidad» a la teoría de que Trump despidió a James Comey como director del FBI como una manera de intentar descarrilar la investigación en curso.